# 向胤賢
向胤贤（1570年—？），字伯舉，四川保宁府巴州通江县軍籍，明朝政治人物。

## 生平
万历二十五年（1597年）丁酉科四川乡试举人，三十五年（1607年）丁未科進士，吏部觀政，三十六年授浙江慈溪知县，四十一年考察，補黄安县，四十三年升南户部主事，丁憂，泰昌元年補北户部浙江司，天启二年升员外，五年升江西司郎中，本年升大名知府，六年升湖廣副使，丁七年升河南参政，崇祯二年升陕西按察使，四年升本省右布政。

## 家族
曾祖向東陽，贡士。祖父向宫，训导。父向继麟，府经历。母郭氏，継母李氏。重庆下。弟玉堂、胤秀、胤蕃、胤大。